# Galdhøi
De Galdhøi is een berg behorende bij de gemeente Lom in de provincie Oppland in Noorwegen. De berg, gelegen in Nationaal park Jotunheimen, heeft een hoogte van 2283 meter.
De Galdhøi is onderdeel van het gebergte Jotunheimen.